# Glennys Farrar
Glennys R. Farrar é professora de física na Universidade de Nova York, especializada em física de partículas, cosmologia e no estudo da matéria escura.
Ela fez contribuições à física teórica das partículas, incluindo a demonstração de que os quarks não são apenas construções matemáticas, mas estão realmente presentes na matéria e é pioneira na busca por supersimetria. Ela propôs que um sexaquark estável fosse um candidato da Matéria Escura.

## Educação
Ela conseguiu seu B.A. em 1968, na Universidade de Berkeley e seu Ph.D. em 1971, Princeton.